# ستيفن بويد (لاعب كرة قدم)
ستيفن بويد (بالإنجليزية: Steven Boyd) هو لاعب كرة قدم ومدرب كرة قدم بريطاني في مركز الهجوم، ولد في 12 أبريل 1997 في اسكتلندا في المملكة المتحدة. لعب مع هاميلتون أكاديميكال.